# 제프리 보여채프먼

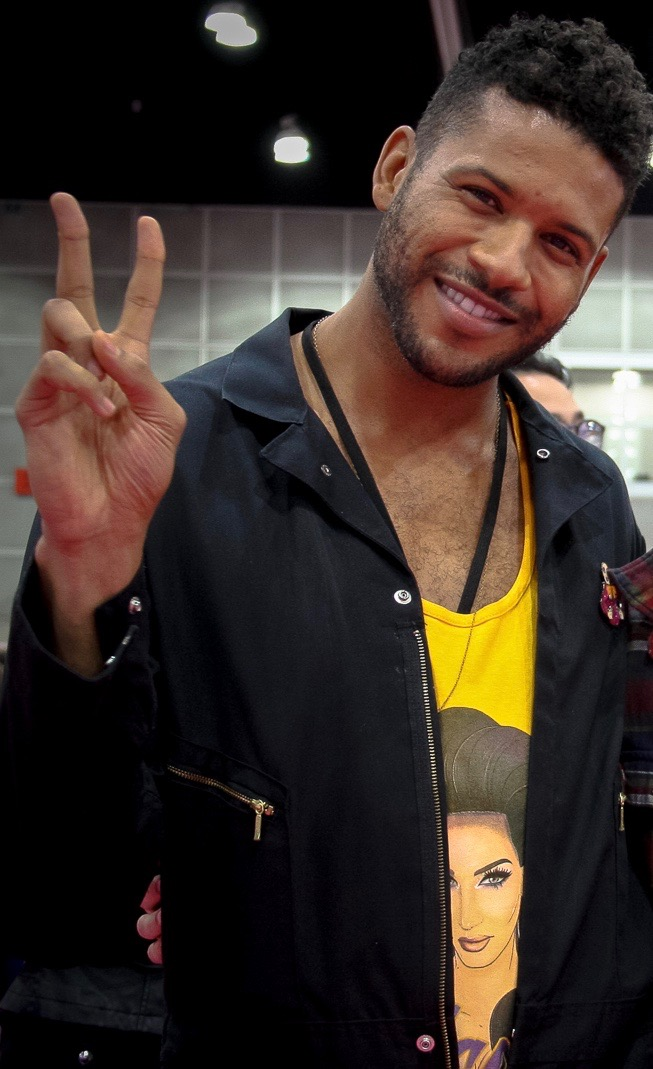

제프리 보여채프먼(영어: Jeffrey Bowyer-Chapman, 1984년 10월 21일 ~ )은 캐나다의 배우이다.
에드먼턴에서 태어났다.

## 방송
- 언리얼 시즌3
- 언리얼 시즌2
- 언리얼

## 영화
- 스파이럴 (2019년)
- 오 마이 그랜파 (2016년) - 브래들리 역
- 스키니 (2012년)
- 그레이브 인카운터 2 (2012년) - 블로거 역
- 페어리 리갈 (2011년) - 제프리 역
- 디어 미스터 게이시 (2010년)
- SGU 스타게이트 유니버스 (2009년)
- 인카운터 위드 데인저 (2009년)
- 더 브레이크업 아티스트 (2009년)
- 쇼크 투 더 시스템 (2006년)